# لیکتوس
لیکتوس (Λύκτος) یکی از قابل توجه‌ترین شهرهای کرت باستان بود که در فهرست هومر ظاهر می‌شود. لیتوس اکنون روستایی در شهرداری مینوآ پدیادا است.

## در اسطوره‌ها
به گفته هزیود، تئوگونی (۴۷۷–۴۸۴)، رئا (اسطوره) زئوس را در لیکتوس به دنیا آورد و او را در غاری در کوه اگیون پنهان کرد.